# Jardin botanique José Celestino Mutis
Le jardin botanique José Celestino Mutis (Jardín Botánico José Celestino Mutis) est un jardin et un centre de recherche de Bogota, en Colombie, fondé en 1955, nommé en hommage au botaniste José Celestino Mutis (1732-1808). 
Il abrite des serres climatisées de différentes températures où sont présentés la flore des différentes régions et étages climatique de la Colombie, depuis la Guajira, en passant par les déserts d'altitude des Andes colombiennes et par l'Amazonie. L'une de ses collections les plus intéressantes est constituée de 5 000 orchidées de Colombie ainsi qu'une collection de roses.